# Ресивер (американский футбол)

Пример расстановки игроков в линии нападения. Ресиверы (WR) — выделены цветом.

Пример расстановки ресиверов: Сплит-энд (SE), Слотбэк (SB), Слот-ресивер (SR) и Фланкер (FL).

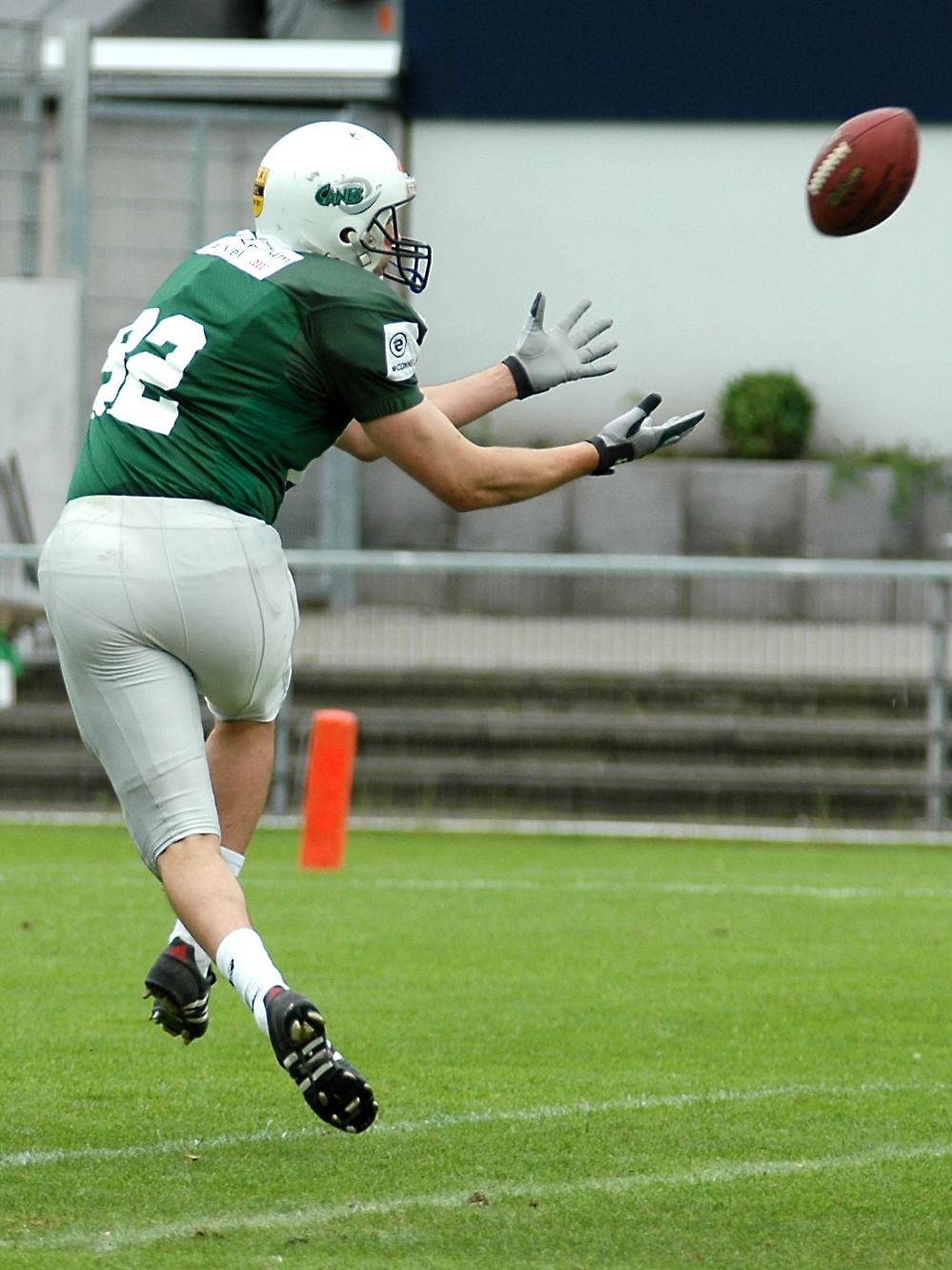
Ресивер принимает мяч после паса квотербека.

Реси́вер или просто принимающий (англ. Wide receiver) (WR) — позиция игрока в американском футболе.

## Характеристика позиции
Ресивер (или принимающий) — игрок в команде нападения, который специализируется на приёме пасов от квотербека. Главная задача игроков этой позиции — пробежать по заданному маршруту, оторваться от опеки корнербеков и в любой момент принять пас, после чего набрать максимальное число ярдов. Ярды после приёма (YAC) — далеко не последний из статистических показателей для ресивера. Конечная цель игрока — дойти до зачётной зоны оппонента и занести тачдаун.
Как правило, перед снэпом ресиверы располагаются рядом с боковой линией поля, однако у них, как и у тайт-эндов и раннинбеков, существуют дополнительные позиции, используемые в различных комбинациях. Так, ресивер, располагающийся у края поля, но на линии схватки называется «сплит-энд» — он учитывается в числе обязательных семерых игроков на линии. Ресивер, стоящий за линией схватки (и учитывающийся, соответственно, в числе четвёрки за линией) называется «фланкер» (англ. Flanker). Фланкер, который расположен в глубине поля посередине между лайнменами и сплит-эндом («в слоте») называется «слот-ресивер» (англ. Slot receiver).
На поле может одновременно находиться до пяти ресиверов, однако в большинстве комбинаций задействуются два или три игрока этой позиции. Каждый имеет свой маршрут, который может быть линейным, но чаще меняется в зависимости от ситуации на поле. В ряде комбинаций ресивер имеет так называемый опшн (option), то есть самостоятельно выбирает направление дальнейшего движения.

## Антропометрия
Игроки этой позиции должны обладать незаурядной скоростью, ловкостью, чувствовать траекторию мяча.

## Защита против ресиверов
Защитник (как правило, корнербек или сэйфти) имеет право мешать движению (блокировать) ресивера, пока он не преодолел 5 ярдов от линии розыгрыша. После этого он не может мешать движению до момента соприкосновения игрока с мячом. Перехватывать и блокировать мяч разрешается.

## Знаменитые ресиверы
- Джерри Райс
- Антонио Браун
- ДеАндре Хопкинс
- Хулио Джонс
- Оделл Бекхем мл.